# The Half of It, Dearie, Blues
The Half of It, Dearie, Blues is een lied van de Amerikaanse componist George Gershwin op een tekst van Ira Gershwin. Het werd voor het eerst gezongen door Fred Astaire en Kathlene Martyn in de musical Lady, Be Good! uit 1924. Het lied is in de loop der jaren vaak gecoverd en werd vooral bekend door de vertolking van Ella Fitzgerald in een arrangement van Nelson Riddle waarin ze alleen het refrein drie keer zingt. Een jazzstandard is het echter nooit geworden.

## Bijzonderheden
Het lied werd – net als de overige nummers in de show – overschaduwd door het enorme succes van “Fascinating Rhythm” en “Oh, Lady Be Good!”, de twee grote hits uit Lady, Be Good!. "The Half of It, Dearie, Blues" was het eerste nummer waarin Fred Astaire solo zong.

## Kenmerken muziek
Het couplet van het lied staat in Bes-majeur en het refrein in Es-majeur. Het lied heeft een 44 maatsoort en het tempo is matig snel met als extra aanduiding “Smoothly”. De vorm van het refrein is A-A-B-A met een lengte van 16 maten. Het refrein, met de blue note ‘Ges’, van het lied is meestal het gedeelte dat gezongen wordt en waarover geïmproviseerd wordt. Het refrein heeft drie keer over een andere tekst op de eerste en de laatste regel na: “I’ve got the You-Don’t-Know-the-Half-of-It-Dearie Blues”.
De eerste acht maten van het lied:

## Vertolkers jazz en klassiek (selectie)
- Fred Astaire
- Ella Fitzgerald
- Eric Stern
- Gene Kelly
- Leslie Caron
- Percival MacKey
- Harry Glen
- The King's Singers
- Nina Simone
- Judy Kaye
- William Sharp
- Sarah Walker
- Roger Vignoles